# SimpleScreenRecorder
SimpleScreenRecorder是一款基于Qt应用程序开发框架的屏幕录制软件，适用于Unix操作系统。它的功能与FFmpeg/avconv和VLC等软件相似，但更易于操作。

## 特征
SimpleScreenRecorder可以抓取整个计算机屏幕或部分屏幕的视频以及音频记录,也可以直接记录OpenGL应用程序，如视频游戏. 该程序能准确的同时对视频和音频进行抓取，如果用户的电脑速度太慢，也可以选择降低视频的帧率，而且它具有多线程的能力。用户还可以通过点击按钮或快捷键来暂停和恢复录制。该程序还可以在录制过程中显示有关计算机性能的统计数据。该程序允许用户选择屏幕截取的选项，如 "跟随光标 "和 "记录光标"。SimpleScreenRecorder可以在导出文件时可以将视频和音频输出为多种格式。这些不同视频和音频的编码格式也可以进行调整。视频的分辨率和帧率可以在录制前设置，视频的音频质量也可以设置。

## 参阅
- 螢幕錄影軟體比較（英语：Comparison of screencasting software）
- 螢幕錄影